# Aco Sztojkov
Aco Sztojkov (Sztrumica, 1983. április 29. –) macedón válogatott labdarúgó.

## Pályafutása
Pályafutását az FK Belaszica együttesében kezdte. Ezt követően az Internazionale utánpótlás csapatához, az Internazionale Primaverához került, honfitársával, Goran Pandevvel együtt. Az első csapatban végül egy meccsen sem játszott, ehelyett sokáig alacsonyabb osztályú olasz csapatoknak adta őt kölcsön az Inter.
2005-ben igazolt el végleg, ekkor a belga RAA Louviéroise játékosa lett. Azóta játszott Szerbiában, Magyarországon a Debrecenben és a Nyíregyházán, jelenleg a svájci FC Aarau játékosa.

## Góljai a macedón válogatottban
| #  | Dátum               | Ellenfél      | Eredmény | Kiírás              | Esemény     |
| -- | ------------------- | ------------- | -------- | ------------------- | ----------- |
| 1. | 2002. augusztus 21. | Málta         | 5 – 0    | barátságos mérkőzés | 36' 46'     |
| 2. | 2003. június 7.     | Liechtenstein | 3 – 1    | Eb-selejtező        | 82'         |
| 3. | 2004. október 9.    | Hollandia     | 2 – 2    | Vb-selejtező        | 69' 70' 76' |
| 4. | 2007. június 2.     | Izrael        | 1 – 2    | Eb-selejtező        | 13'         |
| 5. | 2009. június 10.    | Izland        | 2 – 0    | Vb-selejtező        | 9' 64'      |